# Hrabstwo Bee

Piramida wieku hrabstwa

Hrabstwo Bee – hrabstwo położone w USA w stanie Teksas. Utworzone w 1857 r. Siedzibą władz hrabstwa jest miasto Beeville, w którym mieszka 44% mieszkańców hrabstwa. Nazwa hrabstwa oraz miasta pochodzi od nazwiska Barnarda Bee, sekretarza stanu Republiki Teksasu.

## Miasta
- Beeville

## CDP
- Blue Berry Hill
- Normanna
- Pawnee
- Pettus
- Skidmore
- Tuleta
- Tulsita
- Tynan

## Sąsiednie hrabstwa
- Hrabstwo Karnes (północ)
- Hrabstwo Goliad (północny wschód)
- Hrabstwo Refugio (wschód)
- Hrabstwo San Patricio (południowy wschód)
- Hrabstwo Live Oak (zachód)

## Gospodarka
71% areału hrabstwa zajmują obszary pasterskie, 16% uprawne i 12% leśne. Głównymi produktami rolnymi są bydło mięsne, bawełna, sorgo zbożowe, kukurydza, wieprzowina i koźlęcina. 
Pewne znaczenie w gospodarce hrabstwa ma wydobycie ropy naftowej i gazu ziemnego. 

## Demografia
W latach 2010–2020 populacja hrabstwa skurczyła się o 2,6% do 31 047 mieszkańców. W 2020 roku 59,3% populacji stanowili Latynosi, 30,8% to pozostałe białe osoby, 8,9% to osoby czarnoskóre lub Afroamerykanie, 1,3% było rasy mieszanej, 1% to rdzenna ludność Ameryki i 0,6% miało pochodzenie azjatyckie.

## Religia
W 2010 roku ponad połowa osób była członkami Kościoła katolickiego. Na drugim miejsca plasowała się Południowa Konwencja Baptystów (10,6%).
Inne wyznania obejmowały: ewangelikalnych bezdenominacyjnych, metodystów, mormonów, zielonoświątkowców, innych baptystów, campbellitów, liberalnych luteran, liberalnych prezbiterian, świadków Jehowy, episkopalian, amiszów, adwentystów dnia siódmego i konserwatywnych prezbiterian.